# Saint-Romain-en-Viennois
Saint-Romain-en-Viennois är en kommun i departementet Vaucluse i regionen Provence-Alpes-Côte d'Azur i sydöstra Frankrike. Kommunen ligger i kantonen Vaison-la-Romaine som tillhör arrondissementet Carpentras. År 2022 hade Saint-Romain-en-Viennois 860 invånare.

## Befolkningsutveckling
Antalet invånare i kommunen Saint-Romain-en-Viennois
| Referens: INSEE |